# Franz Halder
Franz Halder (n. 30 iunie 1884, Würzburg, Germania – d. 2 aprilie 1972, Aschau im Chiemgau, Bavaria, Germania) a fost un general german din Wehrmacht, care a îndeplinit funcția de șef al Marelui Stat Major al Armatei Germane de Uscat (Oberkommando des Heeres) din 1938 până în septembrie 1942.

## Decorații
- Ordinul Militar „Mihai Viteazul”, clasa III și clasa II (14 octombrie 1941) „pentru strălucirea cu care a contribuit la vijelioasele operațiuni ale armatelor aliate în ofensiva contra bolșevismului”[9]